# 信成公主
信成公主（?—?），唐朝公主，是中国唐朝第六代皇帝唐玄宗李隆基之女。她的生母阎氏。
开元十六年（737年）八月十五日，封信成公主。嫁给了独孤明。天宝年间，和建平公主因与杨贵妃家族有矛盾，唐玄宗追回赏赐两位公主之物。她的女兒独孤氏受封为静乐公主，作为和亲公主嫁给了契丹首领李怀秀。